# چراغ گاز (فیلم)
چراغ گاز (به انگلیسی: Gaslight) فیلمی است آمریکایی در ژانر دلهره آور ساختهٔ جرج کیوکر که اقتباسی است از نمایش نامهٔ خیابان فرشته اثر پاتریک هامیلتون که در ۴ مه ۱۹۴۴ به اکران درآمد.

## خلاصه داستان
بعد از قتل خاله آلیس که هرگز پرونده آن به نتیجه نرسید، پایولا لندن را ترک می‌کند تا ساکن ایتالیا شود. چند سال بعد از این حادثه پایولا عاشق پیانیستی جذاب بنامِ گِرگوری می‌شود و با او ازدواج می‌کند و می‌پذیرد که با او به لندن برگردد و در همان خانه‌ای که خاله آلیس به قتل رسیده زندگی کنند. در ابتدا همه چیز به خوبی و خوشی می‌گذرد و از اینکه با همسرش در خانه‌ای که بزرگ شده زندگی می‌کند، احساس خوشبختی می‌کند. اما کم‌کم و با گذشت زمان پایولا متوجه می‌شود که شادی و خوشبختی اش در حال پژمرده شدن است. همسرش مرتب او را متهم به انجام کاری می‌کند که او اصلاً به خاطر نمی‌آورد و با توسل به این مشکل همسرش او را مورد آزار و اذیت قرار می‌دهد. با تکرار این موضوع پایولا کم‌کم به سلامت عقل خود شک می‌کند؛ به ویژه آنکه همسرش هم در تلاش است تابه او بقبولاند که مشکل روحی دارد.

## بازیگران
| بازیگر        | شخصیت           | توضیح                         |
| ------------- | --------------- | ----------------------------- |
| اینگرید برگمن | پائولا آلکوئیست | شخصیت اصلی                    |
| شارل بوآیه    | گِریگوری آنتون   | نوازنده پیانو و شوهر پائولا   |
| جوزف کاتن     | برایان کَمِرون    | کاراگاه پلیس                  |
| آنجلا لنسبوری | نانسی           | خدمتکار پائولا و گریگوری      |
| می ویتی       | دوشیزه تواِیست   | همسایه پائولا و گریگوری       |
| باربارا اورست | الیزابت         | خدمتکار پائولا و گریگوری      |
| تام استیونسون | ویلیامز         | پاسبان پلیس و دوست برایان     |
| امیل رامیو    | استاد گوآردی    | معلم موسیقی پائولا در ایتالیا |
| هدر تاچر      | لیدی دالروی     | یکی از دوستان پائولا          |

## دربارهٔ فیلم
زمانی که جورج کیوکر ساخت فیلم را آغاز کرد، به خاطر فیلم زنان کوچک به شهرت رسیده بود؛ بنابراین یک درام دلهره‌آور ژانری نبود که او در آن تجربه داشته باشد. اینگرید برگمن هم بیشتر در نقش همسر و زنان ساده بازی کرده بود؛ بنابراین شخصیت تیره و راز آلود پایولا اولین تجربه‌اش بود که برایش اولین اسکار را به ارمغان آورد. پس از این فیلم بود که فرصت پیدا کرد تا با کارگردانان بزرگی همچون آلفرد هیچکاک و روبرتو روسلینی همکاری کند.
به خاطر فیلمنامه، میزانسن و نور پردازی فیلم چراغ گاز به ربه کا هیچکاک شبیه‌است که در سال ۱۹۴۰ اکران شد.. در هر دو فیلم خاطره یک فرد مرده همیشه حاضر فضای سنگین و منفی را به ساکنان خانه تحمیل می‌کند. راه پله و زوایای تاریک خانه فضای وهم آلود باعث عدم تعادل شخصیت اصلی در فیلم می‌شود. چند سال بعد هیچکاک دوباره به سراغ چنین موضوعی می‌رود و فیلم در برج جدی با بازی اینگرید برگمن را می‌سازد که یادآور فیلم چراغ گاز است.

## جوایز

### اسکار
فیلم در ۷ مورد کاندیدای دریافت اسکار بود که ۲ جایزه را نصیب خود کرد.
- اسکار بهترین هنرپیشه زن برای اینگرید برگمن
- اسکار بهترین کارگردان هنری برای سدریک گیبسون، ویلیلم فرای، پل هلدشینسکی، ادوین ب ویلمن[۴]

### جشنواره فیلم کن
- فیلم انتخابی جشنواره ۱۹۴۶[۵]